# Josep Colell i Llort
Josep Colell i Llort (Solsona, Solsonès, 1845-1927) va ésser un escultor conegut per les seues figuretes de pessebre i per l'escut de Solsona -datat l'any 1901- que formà part de l'arcada d'entrada a l'Ajuntament.
Fou aficionat, també, a la fotografia i aportà les fotografies que de diversos pobles del Solsonès il·lustren la Geografia General de Catalunya dirigida per Francesc Carreras i Candi.
Va ésser delegat en les Assemblees de Manresa (1892), Reus (1893), Balaguer (1894), Olot (1895) i Terrassa (1901).